# Stupa de Mankiala
Le stupa de Mankiala est un stūpa bouddhiste du IIe siècle, situé  dans la province du Pendjab (Pakistan).

## Description

Le stupa en 1897

Le stupa de Mankiala est ainsi appelé car il se situe à Mankiala (en), commune au sud de Rawalpindi dans le Pendjab. C'est le seul stupa encore intact du lieu, les autres ayant été rasés lorsque la ville a été transformée en garnison par l'armée anglaise. Visible de loin, ce stupa est une coupole en pierres de carrière cimentées à la chaux, d'environ 25 m de hauteur et 100 m de circonférence. La maçonnerie intérieure est en grès et granite. Le seul ornement architectural est une rangée de petites colonnes près de la base.

## Histoire
Le stupa de Mankiala aurait été bâti sous le règne de Kanishka. L'histoire du monument relève essentiellement de traditions orales ou de légendes. Selon l'un des Jātakas, le Prince Sattva (en), une des réincarnations du bouddha Siddhartha Gautama, aurait nourri en ce lieu de jeunes tigres avec des parties de son corps, et le stupa aurait été érigé à sa mémoire. Il est aussi dit que sous le stupa aurait été inhumé Bucéphale, le cheval d'Alexandre le Grand,.

## Fouilles

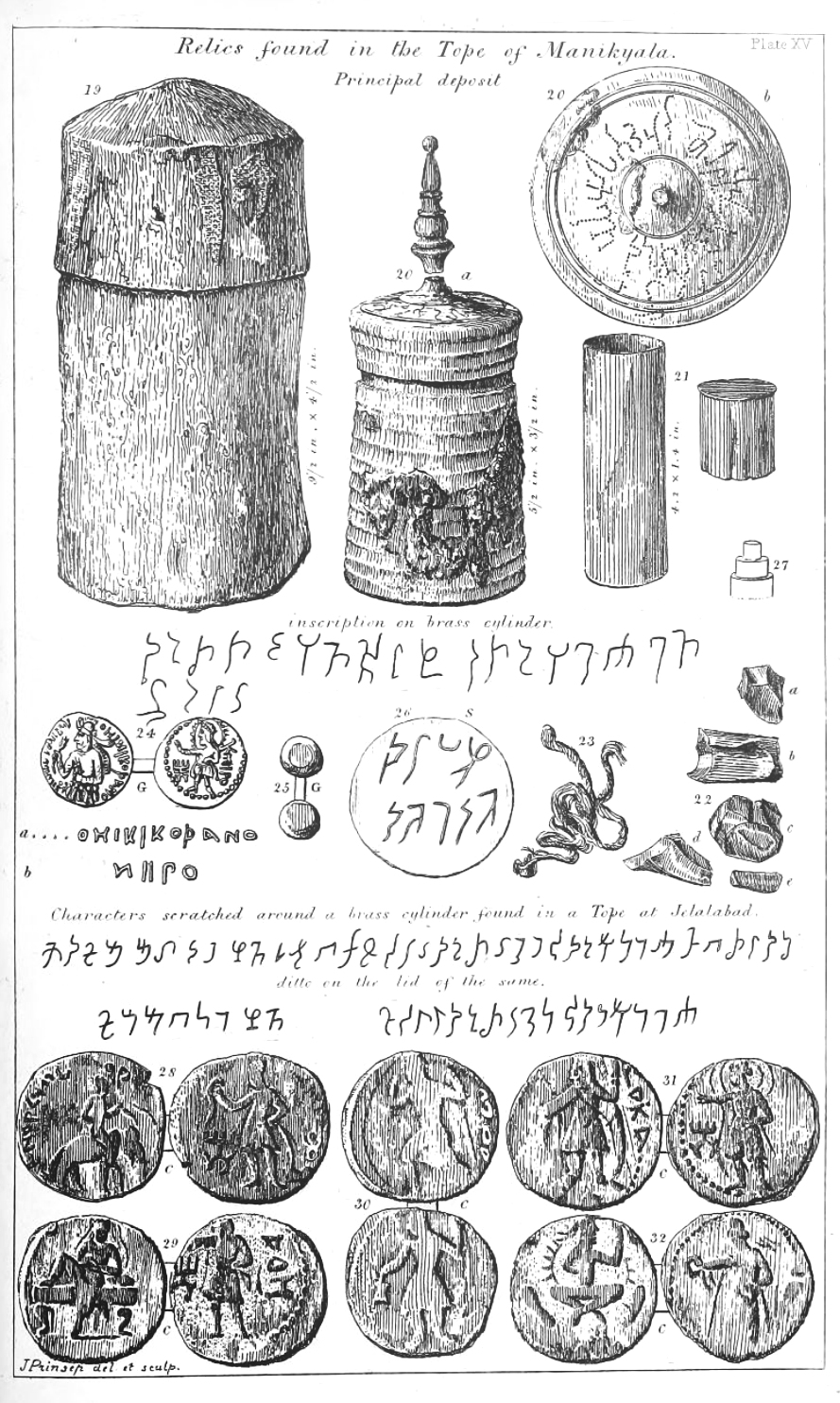
Planche extraite du livre d'Henry Prinsep

Voulant vérifier l'hypothèse que la ville puisse être l'emplacement de l'ancienne Taxila, Mountstuart Elphinstone, sur sa route de retour de Kaboul, se rend à Mankiala (en) en 1808, et repère le stupa,.
C'est le 28 avril 1830 que Jean-Baptiste Ventura entreprend de fouiller le stupa, en ouvrant le sommet de cette coupole. Il met au jour de nombreuses pièces de monnaie de grande valeur monétaire et archéologique. En mai 1832, Alexander Burnes, sur sa route vers Boukhara, collecte également de nombreuses pièces. James Prinsep rend compte de ces découvertes en 1833.
De retour en France en 1834, Allard offre au roi Louis-Philippe « la splendide collection de monnaies dite de Ventura » contenant « 328 pièces d'or, d'argent et de bronze, dont 26 gréco-bactriennes et indo-grecques ».